# Ornitopody

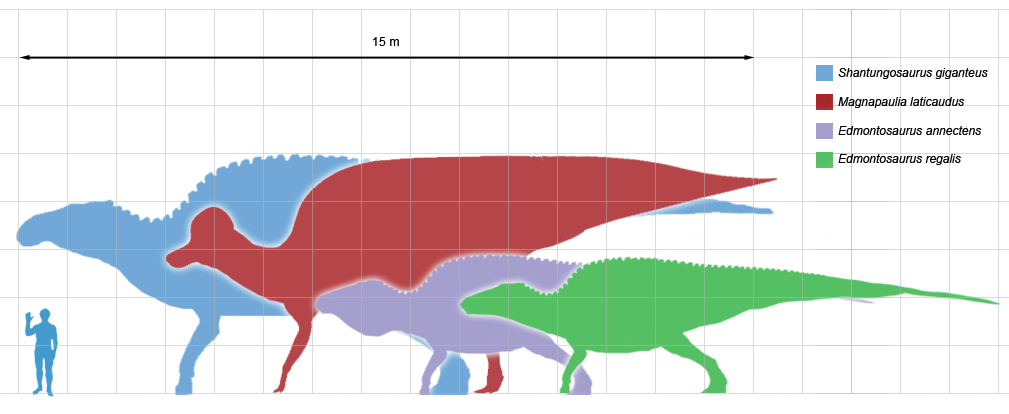
porównanie rozmiarów ornitopodów i człowieka

Ornitopody, dinozaury ptasionogie (Ornithopoda, z gr. ornis – ptak + pous – stopa) – grupa dinozaurów z rzędu ptasiomiednicznych (Ornithischia).
Nie jest pewne, kiedy pojawiły się ornitopody; wiadomo, że istniały już w środkowej jurze (Callovosaurus z keloweju). Tradycyjnie do ornitopodów zaliczano żyjące od późnego triasu do wczesnej kredy heterodontozaury, a także niewielkie środkowojurajskie dinozaury ptasiomiedniczne z Chin, jak Hexinlusaurus (dawniej Yandusaurus multidens) czy Agilisaurus; jednak nowsze analizy kladystyczne sugerują, że dinozaury te nie należały do ornitopodów. Grupa osiągnęła największe zróżnicowanie w kredzie. Ornitopody były najliczniejszymi zwierzętami lądowymi swoich czasów. Wszystkie były roślinożerne i dwunożne, przystosowane do sprawnego biegu.
Charakteryzowały się trzema palcami stopy, brakiem kostnego pancerza, pyskiem zakończonym dziobem, wydłużoną kością łonową i dziurą w dolnej szczęce. Dzięki przystosowaniu do rozdrabniania i żucia pokarmu roślinnego mogły go lepiej i szybciej trawić zwiększając tempo metabolizmu. Wiele form miało na sklepieniach czaszki kostne wyrostki przypominające rogi lub hełmy puste od wewnątrz, które obudowane skórą mogły służyć do wydawania dźwięków. Kończyny przednie mniejsze. Dzięki odkryciom wielu szkieletów w jednym miejscu i odkopaniu skamieniałych gniazd wiemy, że żyły w stadach i opiekowały się młodymi.
Są znane z wykopalisk na wszystkich kontynentach (łącznie z Antarktydą).

## Klasyfikacja
Infrarząd ornitopody (Ornithopoda)
- Rodzina: hipsylofodony (Hypsilophodontidae)
- iguanodony (Iguanodontia)
  - Rodzina: driozaury (Dryosauridae)
  - Rodzina: iguanodony (Iguanodontidae)
  - Rodzina: rabdodony (Rhabdodontidae)
  - Rodzina: kamptozaury (Camptosauridae)
  - Nadrodzina: hadrozauroidy (Hadrosauroidea)
    - Rodzina: hadrozaury (Hadrosauridae)
      - Podrodzina: hadrozaury płaskogłowe (Hadrosaurinae)
      - Podrodzina: lambeozaury (Lambeosaurinae)